# Église Saint-Jacques de Montebourg
Pour les articles homonymes, voir Église Saint-Jacques.
L'église Saint-Jacques de Montebourg est un édifice catholique, du premier tiers du XIVe siècle, qui se dresse sur le territoire de la commune française de Montebourg dans le département de la Manche, en région Normandie. L'édifice est inscrit au titre des monuments historiques.

## Localisation
L'église est située dans le centre-ville de Montebourg, dans le département français de la Manche.

## Historique
Par la générosité de l'abbé de Montebourg, Pierre Ozenne, l'église Saint-Jacques est construite d'un seul jet en une décennie (1318-1329).
Elle est consacrée par Guillaume de Thieuville, évêque de Coutances, le 2 septembre 1329,. Le chœur est construit sur une ancienne chapelle du XIe siècle dédiée elle aussi à saint Jacques.
Une première modification a eu lieu à la fin du XIXe siècle quand le cimetière a été déplacé ; la nef s'est alors écarté et il a fallu renforcer les contreforts du côté sud et transformer le toit de la nef.
Comme la ville, l'église a subi de graves dommages pendant la bataille de juin 1944, la marine américaine visait le clocher qui servait d'observatoire aux Allemands.

## Description
La rapidité de sa construction (dix ans) en fait un bâtiment à l'architecture très homogène, elle est en pur style gothique. La plupart des chapiteaux sont décorés de feuilles de chou et de marronnier, sauf un qui parait plus ancien où l'on peut voir un lièvre et d'autres personnages.
L'église de Montebourg possède une nef et un chœur aveugle et à pignons droits. Son clocher central carré à balustrades est rehaussé au XVe siècle d'une flèche octogonale, et reconstruit après 1944. Les piles sont à noyau cylindrique flanquée de quatre colonnettes rondes typiques du XIVe siècle. Son portail, bâti vers 1330, s'inspire de la porte occidentale de l'église de Sainte-Mère-Église, mais avec en plus des arcatures latérales aveugles, comme on peut en voir sur les églises romanes de Saintonge.
Le clocher, le premier de ce type dans le Plain, présente une tour carrée occupée sur les deux-tiers de sa hauteur par deux grandes baies géminées séparées par des faisceaux de colonnettes, et encadrées de deux arcades aveugles de même forme et de même dimension. La tour est surmontée d'une balustrade ajourée de quadrilobes et dans les quatre angles de petits pinacles. La flèche octogonale, avec à sa base quatre hauts clochetons ajourés octogonaux, a ses pans percés de polylobes et les arêtes adoucies par un tore.

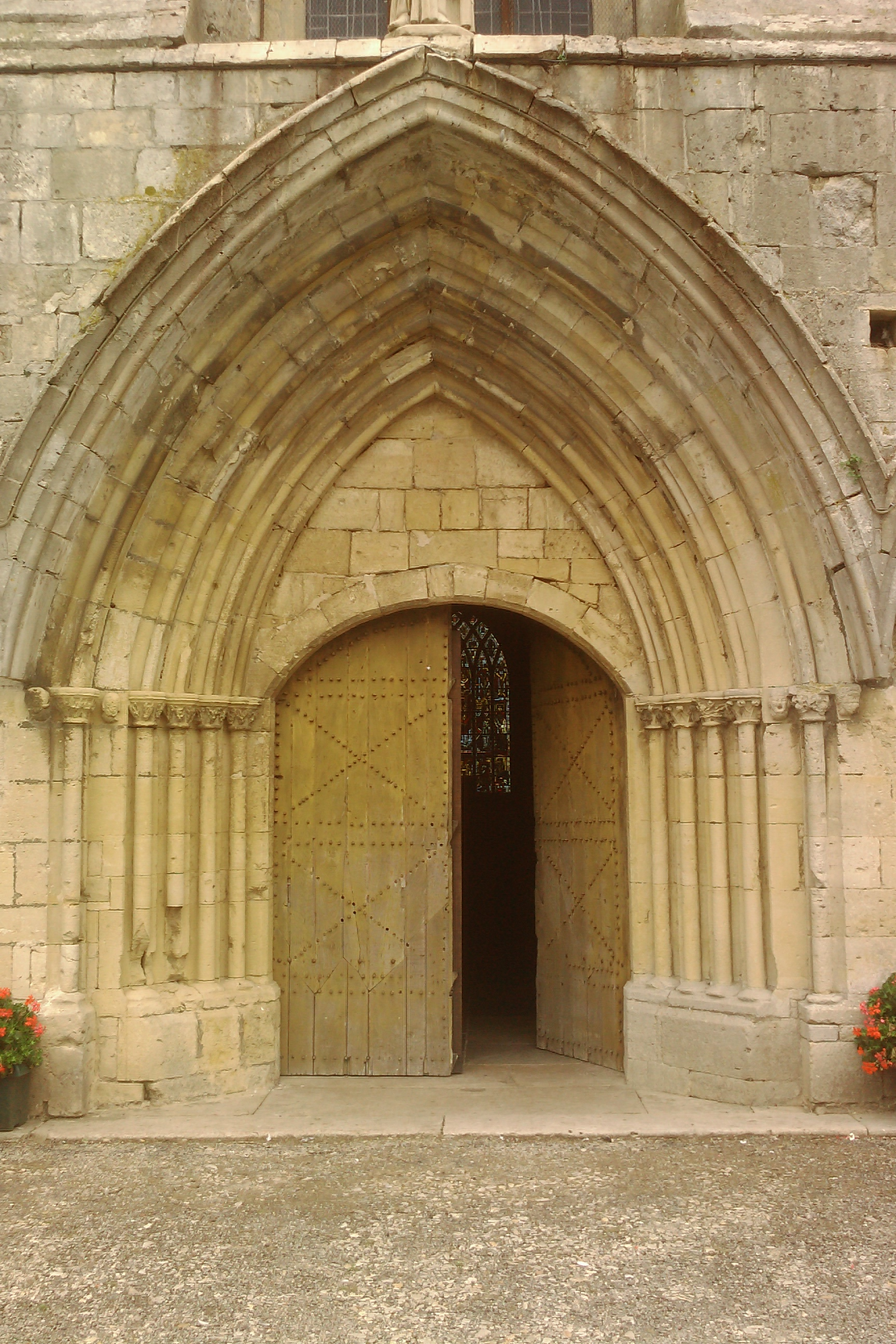
Le portail occidental.
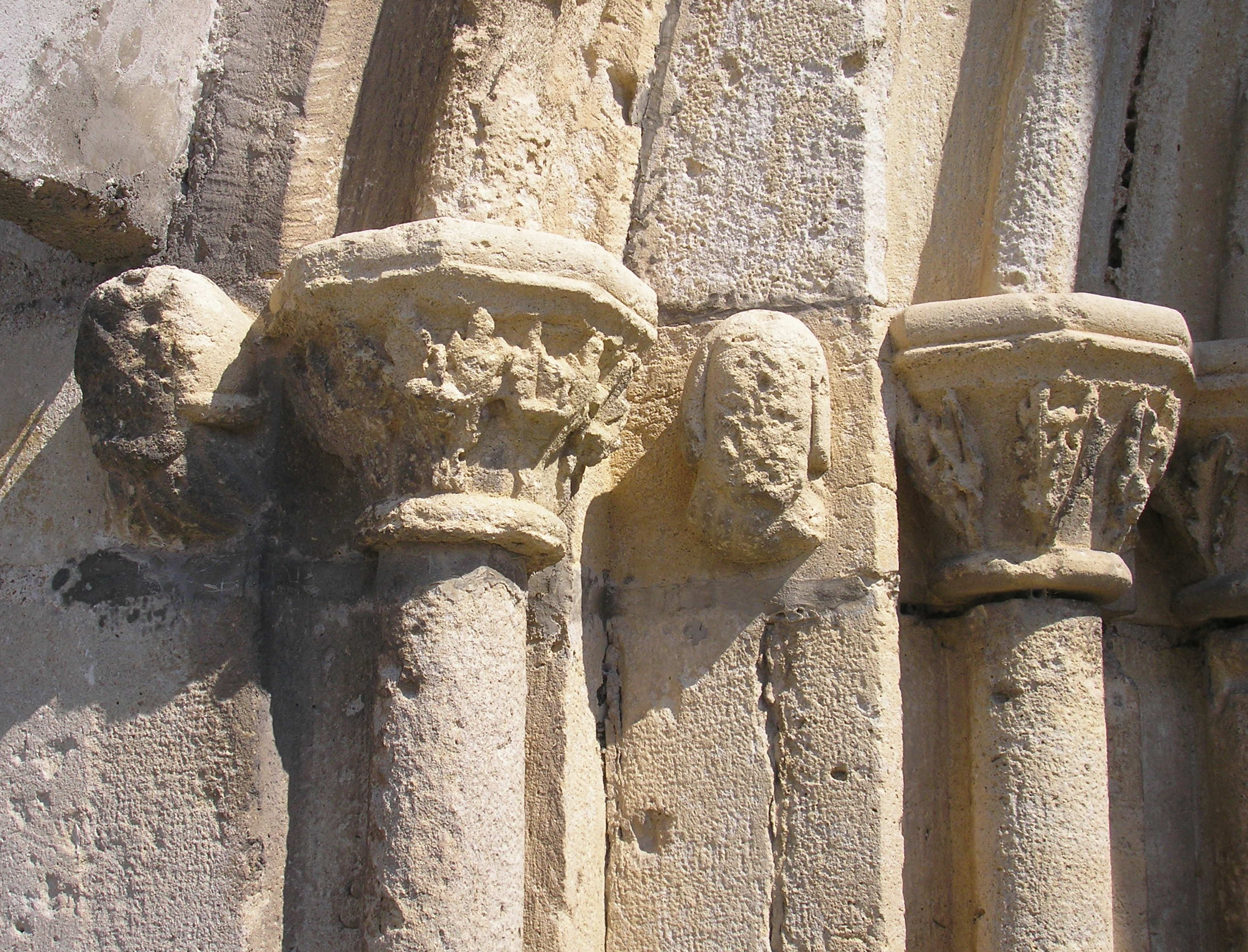
Détail du portail.

## Protection
L'église est inscrite au titre des monuments historiques par arrêté du 18 mai 1925.

## Mobilier
Un saint Jacques apôtre du XVe siècle en albâtre anglais offert par l'évêque Le Nordez est classé au titre objet aux monuments historiques.
Sont également conservés des fonts baptismaux du début du XIIe siècle,, d'inspiration normande, décorés sur deux niveaux. Sous des entrelacs formant des boucles rappelant un travail de vannerie figurent quatre têtes humaines avec des rinceaux végétaux, des statues de saint Jacques le Majeur en pèlerin du XIVe, et une verrière du XXe de Pierre Potet.

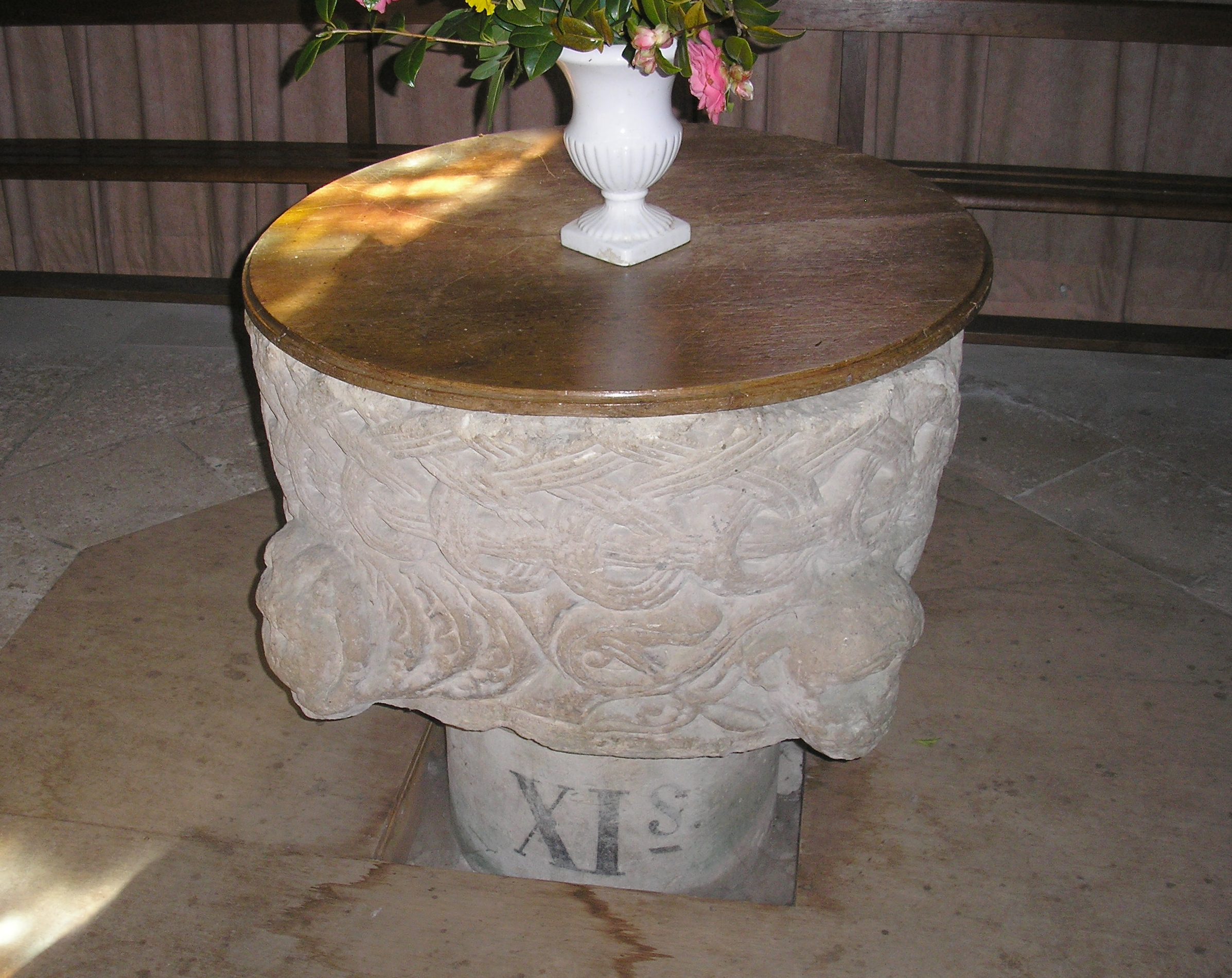
Les fonts baptismaux.
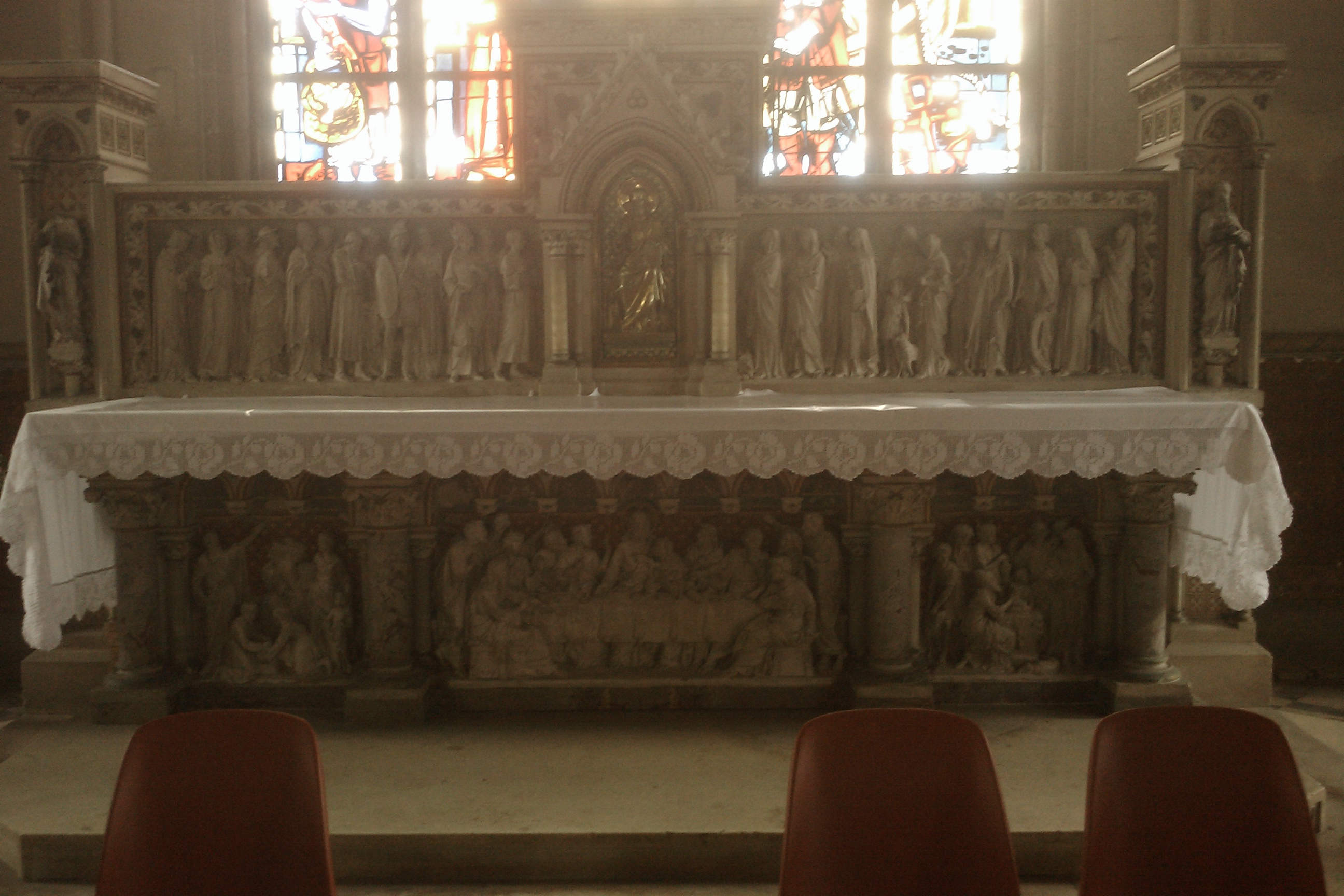
Le retable.
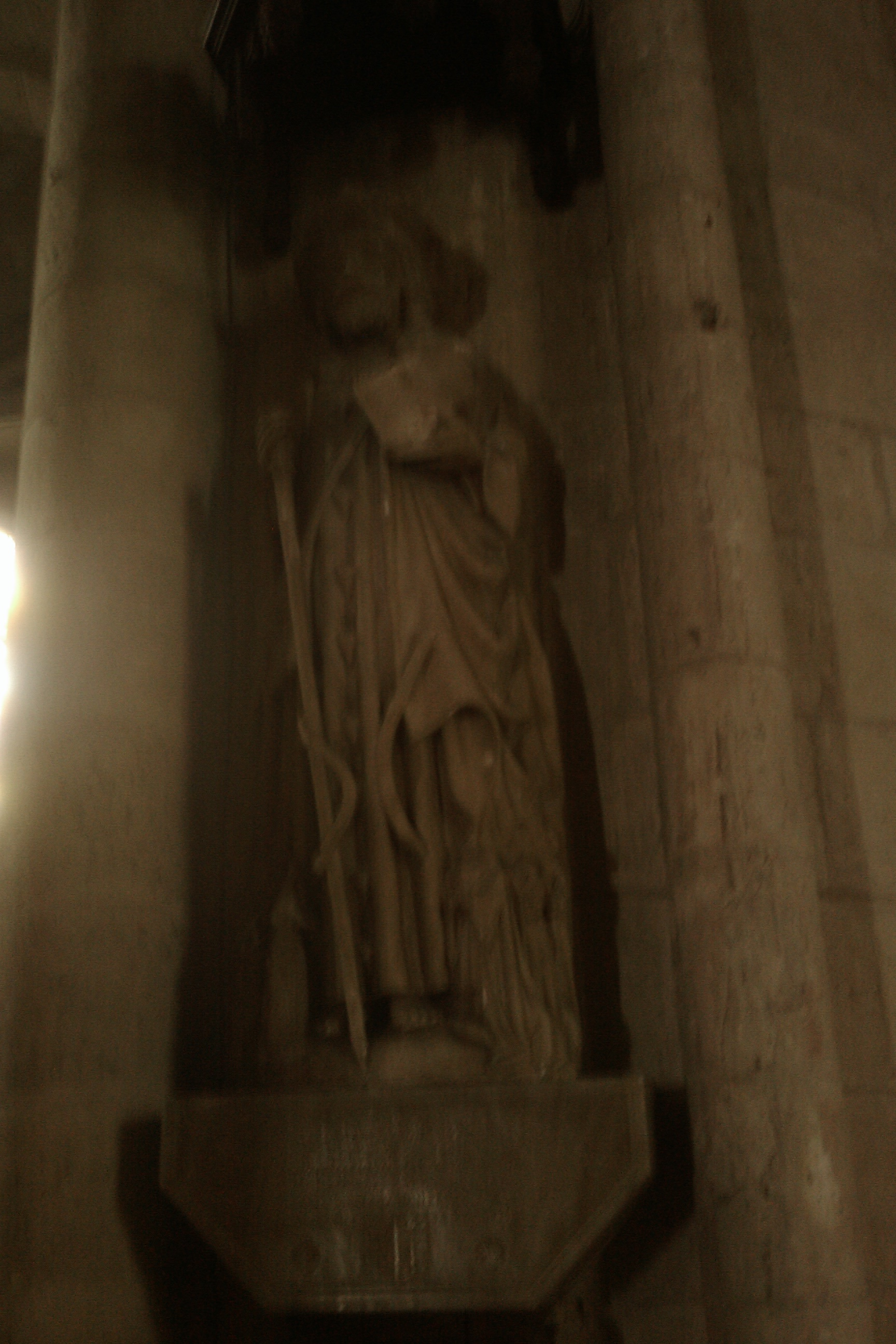
La statue de saint Jacques.